# 愛知小型エレベーター製造
愛知小型エレベーター製造株式会社（あいちこがたエレベーターせいぞう）は、日本の小型エレベーターメーカー。
本社は愛知県一宮市。

## 概要
小型エレベーターを専門にした会社であり、人用、荷物用のエレベーターの他、配膳用、家庭用のエレベーター、階段用リフト等を製造している。
他のエレベーター製造会社と同じく、エレベーター実験用の高層の建物があるが、小型エレベーター専門の為やや低い。

## 沿革
- 1969年（昭和44年） - 創業[1]。
- 1974年（昭和49年） - 法人改組し、愛知小型エレベーター製造有限会社を設立[1]。
- 1976年（昭和51年） - 株式会社に組織変更し、商号を愛知小型エレベーター製造株式会社とする[1]。
- 1980年（昭和55年） - 現在地に移転。

## その他
名物CM
- この会社のCM及びCMソングは、東海地方のご当地CMの中でかなり独特でインパクトがある。東海3県のローカルCMで、東海テレビ・東海ラジオなどで放送されている。尚、愛知小型エレベーター製造株式会社のホームページでも一部公開している[2]。名古屋のカルトCMとして紹介されている[3]。
- コスプレ姿で出演しているメンバーは、ロケ地提供などの協力者や社員である。
- 2019年に放送されたアニメ『八十亀ちゃんかんさつにっき』では、第9話および11話の提供社となったため、東京都が放送エリアであるTOKYO-MXでもCMが放映された。